# Philipp M. Schmutzer
Philipp Maximilian Schmutzer (* 31. Dezember 1821 in Langenau bei Kottowitz, Böhmen; † 17. November 1898 in Feldkirch) war ein österreichischer Musiker und Komponist.

## Leben
Als Sohn des Lehrers und Musikers Franz Anton Schmutzer (1790–1849) gelangte Philipp M. Schmutzer schon früh mit Musik in Berührung. Am Prager Konservatorium studierte er Violoncello. 1840 kam Philipp M. Schmutzer als Orchestermusiker bzw. Cellist nach Graz und ein paar Jahre später nach Wels, wo er eine Kapellmeister-Stellvertretung übernahm. Im Revolutionsjahr 1848 führte ihn sein Weg in die Domstadt Feldkirch (Vorarlberg). Zu St. Nikolaus in Feldkirch leitete Schmutzer viele Jahre die Kirchenmusik. Gleichzeitig war er wie sein älterer Bruder Wilhelm Schmutzer (1819–1867), der ebenfalls nach Feldkirch übersiedelt war, Musiklehrer am Jesuitengymnasium Stelle Matutina. An seinem neuen Wirkungsort gründete er 1862 auch die Feldkircher Liedertafel, deren Leitung er viele Jahre innehatte.
Schmutzers kompositorisches Schaffen reicht von kammermusikalischen Werken, Messen und Motetten, Liedkompositionen und Chorwerken bis zur sinfonischen Dichtung Die Schlacht und der Sinfonie Hiob. Neben seinem kirchenmusikalischen Engagement soll auch seine Lehrtätigkeit nicht unterschätzt werden. Zu seinen Schülern zählte unter anderem der später berühmt gewordene Liechtensteiner Komponist Josef Gabriel Rheinberger. Seine beiden Söhne Anton Schmutzer (1864–1936), Komponist der Vorarlberger Landeshymne, und Philipp Schmutzer d. J. (1868–1937) traten ebenfalls in die Fußstapfen ihres Vaters und führten die musikalische Tradition der Familie Schmutzer fort.

## Werke
- Sinfonie Hiob, d-Moll (1860)
- Die Schlacht – Sinfonische Dichtung (1892)